# 미카와토고역
미카와토고역(일본어: 三河東郷駅)은 일본 아이치현 신시로시에 위치한 도카이 여객철도 이다선의 철도역이다. 섬식 승강장 1면 2선의 구조를 갖추었다.

## 역 주변
- 아이치 신시로 오타니 대학 단기 대학부
- 도요카와 강
- 국도 제151호선

## 역사
- 1900년 12월 15일: 도요카와 철도 '가와지 역'으로서 개업.
- 1943년 8월 1일: 도요카와 철도의 국유화에 수반해, 국유철도 이다선의 역이 된다. 동시에 '미카와토고 역'으로 개칭.
- 1962년 6월 20일: 차급 화물의 취급을 폐지해, 화물의 취급 범위를 소량 취급 화물로 축소.
- 1971년 12월 1일: 남은 소량 취급 화물의 취급을 폐지. 하물의 취급도 동시에 폐지.
- 1984년 2월 24일: 이다선 남부로의 열차 집중 제어 장치 도입에 맞춰, 역을 무인화.
- 1987년 4월 1일: 일본국유철도 분할 민영화에 의해, 도카이 여객철도가 승계.

## 인접 역
| 도카이 여객철도 이다선   | 도카이 여객철도 이다선 | 도카이 여객철도 이다선 |
| ------------------------ | ---------------------- | ---------------------- |
| 차우스야마 도요하시 방면 | ■ 이다선               | 오미 다쓰노 방면       |